# Pseudophilotes
Genre
Pseudophilotes  est un genre paléarctique de lépidoptères (papillons) de la famille des Lycaenidae et de la sous-famille des Polyommatinae.

## Taxonomie
Le genre Pseudophilotes a été décrit par l'entomologiste français Henry Beuret en 1958.
Son espèce type est Papilio baton Bergsträsser, [1779].
Il a pour synonymes juniors subjectifs :
- Rubrapterus Korshunov, 1990
- Inderskia Korshunov, 2000

## Plantes hôtes
En fonction des espèces, les plantes hôtes des Pseudophilotes sont des thyms (Thymus), des Sauges (Salvia) et des Astragales (Astragalus).

## Liste des espèces
Le genre contient une douzaine d'espèces, dont toutes ne sont pas reconnues par tous les auteurs, :
- Pseudophilotes baton (Bergsträsser, [1779]) — l'Azuré de la sarriette — en Europe de l'Ouest et en Sibérie.
- Pseudophilotes jacuticus Korshunov & Viidalepp, 1980 — en Yakoutie — parfois considérée comme une sous-espèce de P. baton.
- Pseudophilotes panoptes (Hübner, [1813]) — l'Azuré cordouan —  en Espagne.
- Pseudophilotes vicrama (Moore, 1865) — l'Azuré de Schiffermüller — de l'Europe de l'Est à l'Asie centrale et au Moyen-Orient.
- Pseudophilotes abencerragus (Pierret, 1837) – l'Azuré de la cléonie — dans la péninsule Ibérique, en Afrique du Nord et au Proche-Orient.
- Pseudophilotes barbagiae de Prins & Poorten, 1982 — l'Azuré sarde — en Sardaigne.
- Pseudophilotes bavius (Eversmann, 1832) — l'Azuré de la sauge —  de l'Europe de l'Est au Kazakhstan et à l'Iran.
- Pseudophilotes fatma (Oberthür, 1890) — au Maghreb.
- Pseudophilotes svetlana Yakovlev, 2003 — dans l'Altaï.
- Pseudophilotes panope (Eversmann, 1851) — au Kazakhstan.
- Pseudophilotes marina (Zhdanko, 2004) — au Kazakhstan.
- Pseudophilotes sinaicus Nakamura, 1976 — dans le Sinaï.
- Pseudophilotes jordanicus Benyamini, 2000 — au Proche-Orient.

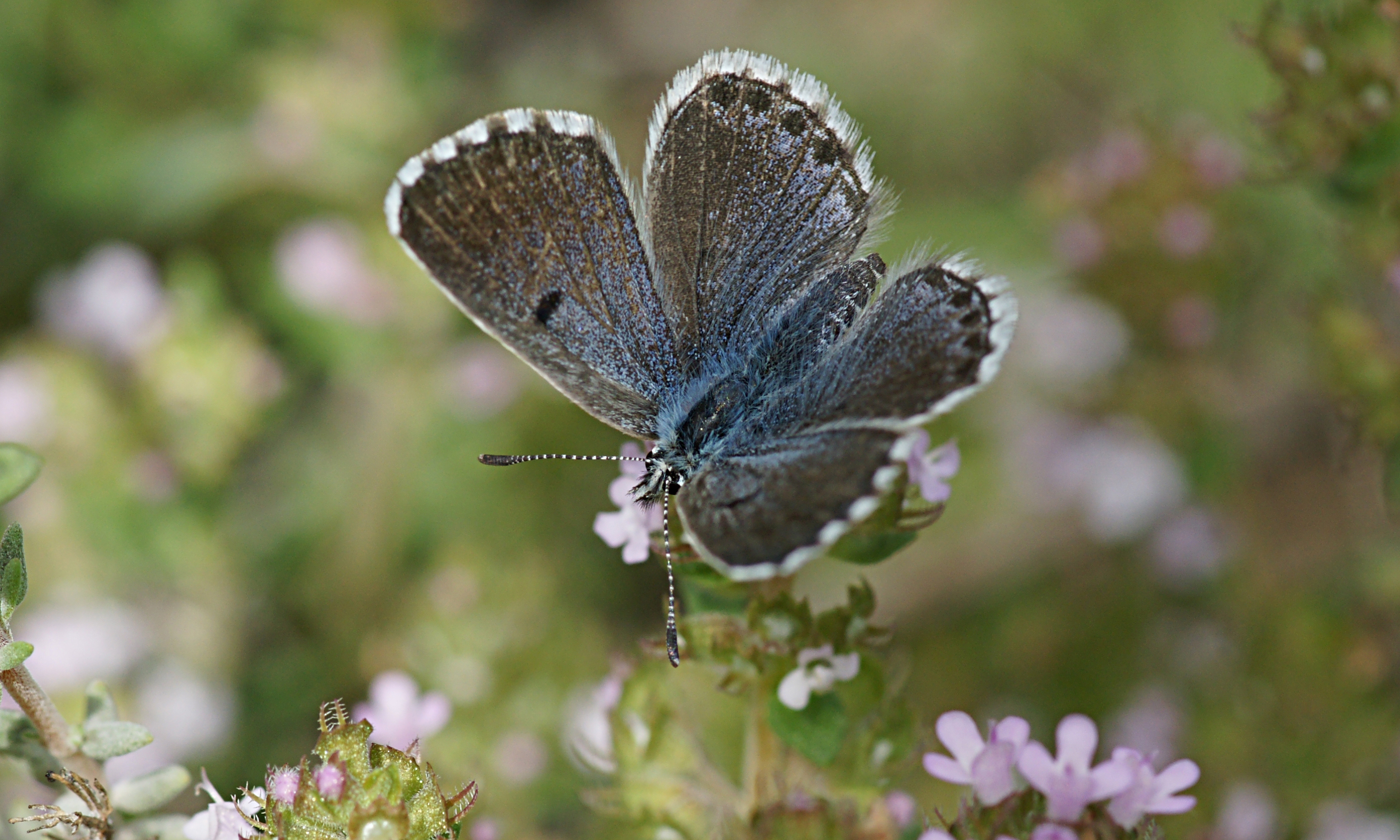
Pseudophilotes baton
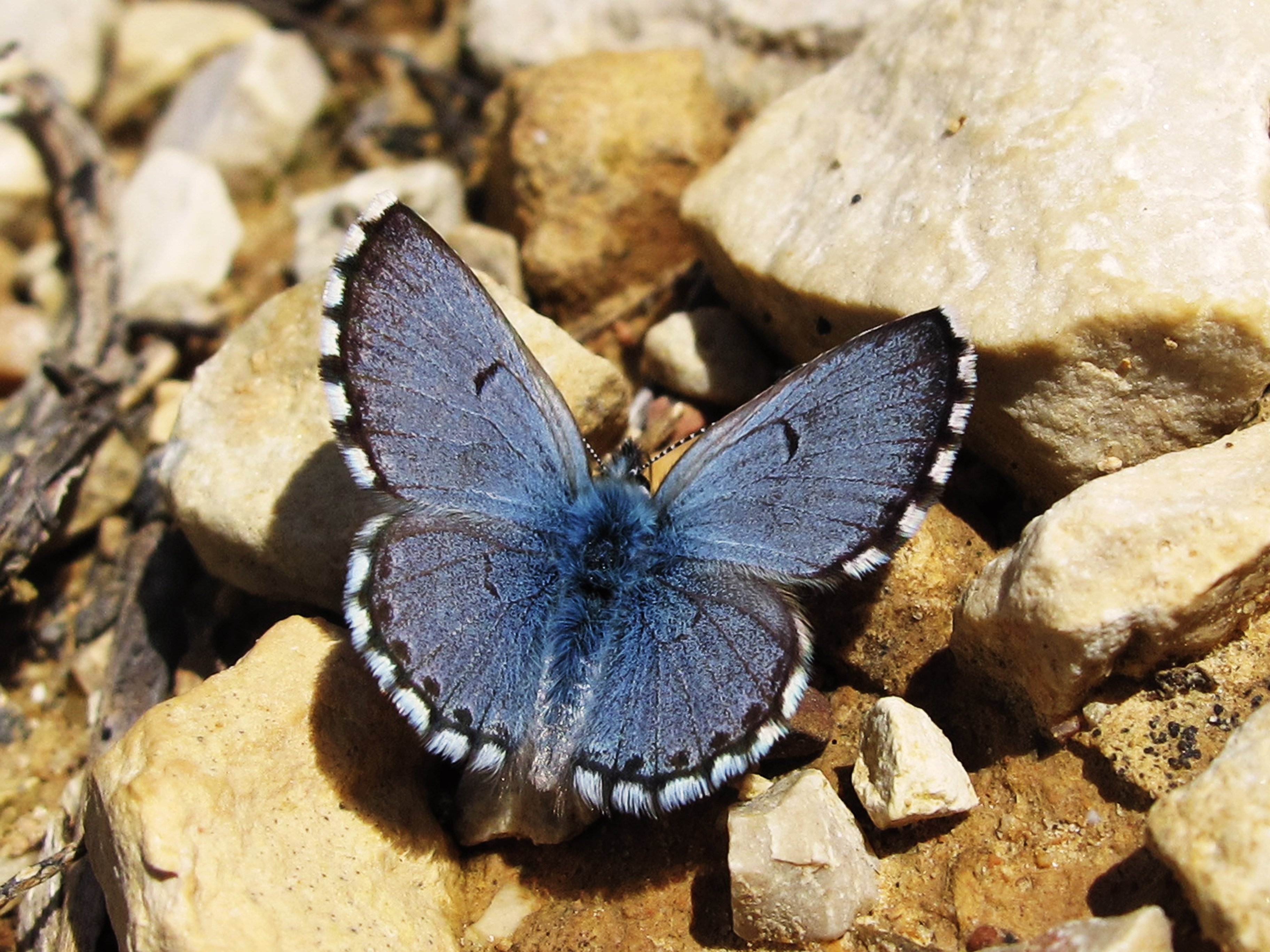
Pseudophilotes panoptes
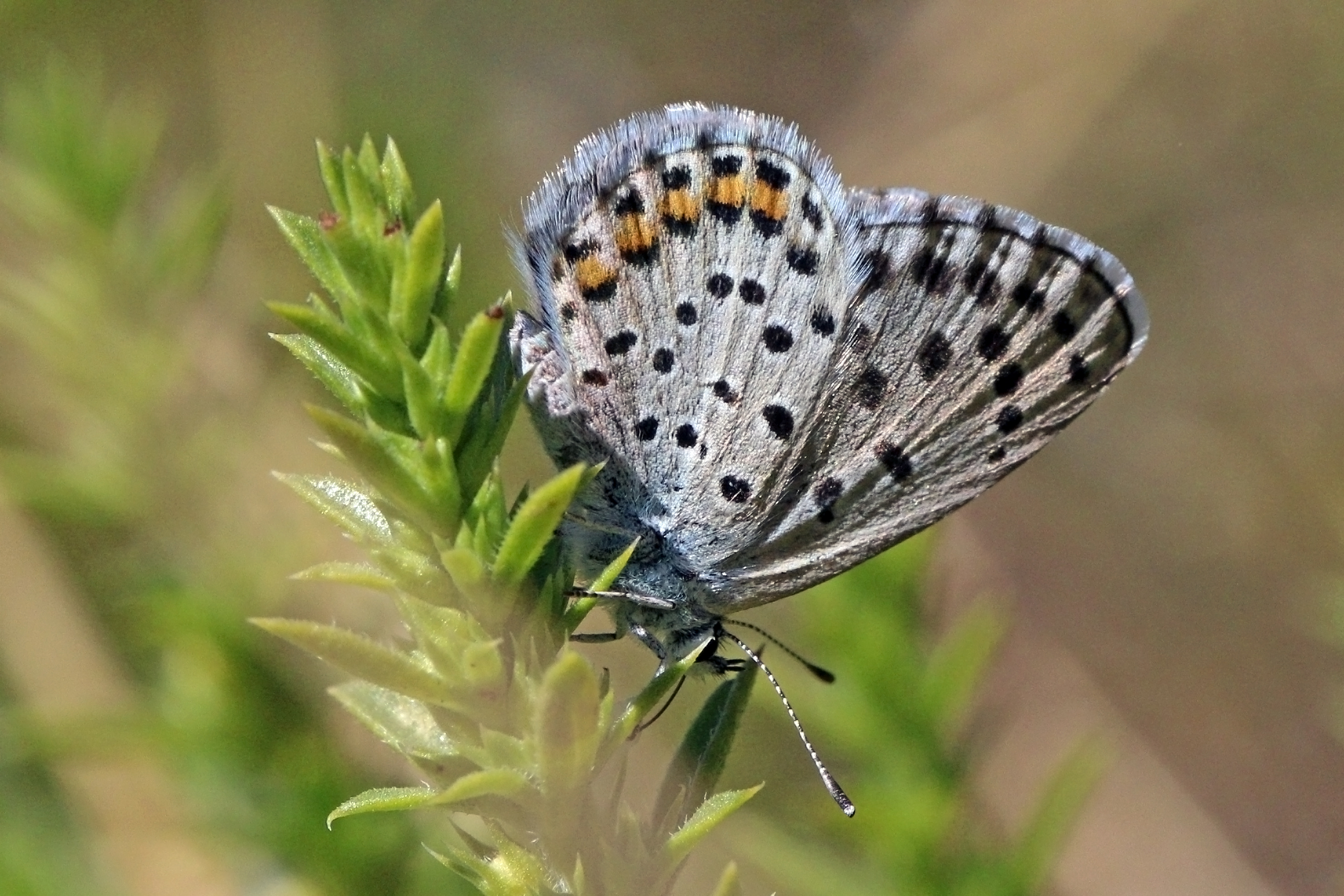
Pseudophilotes vicrama
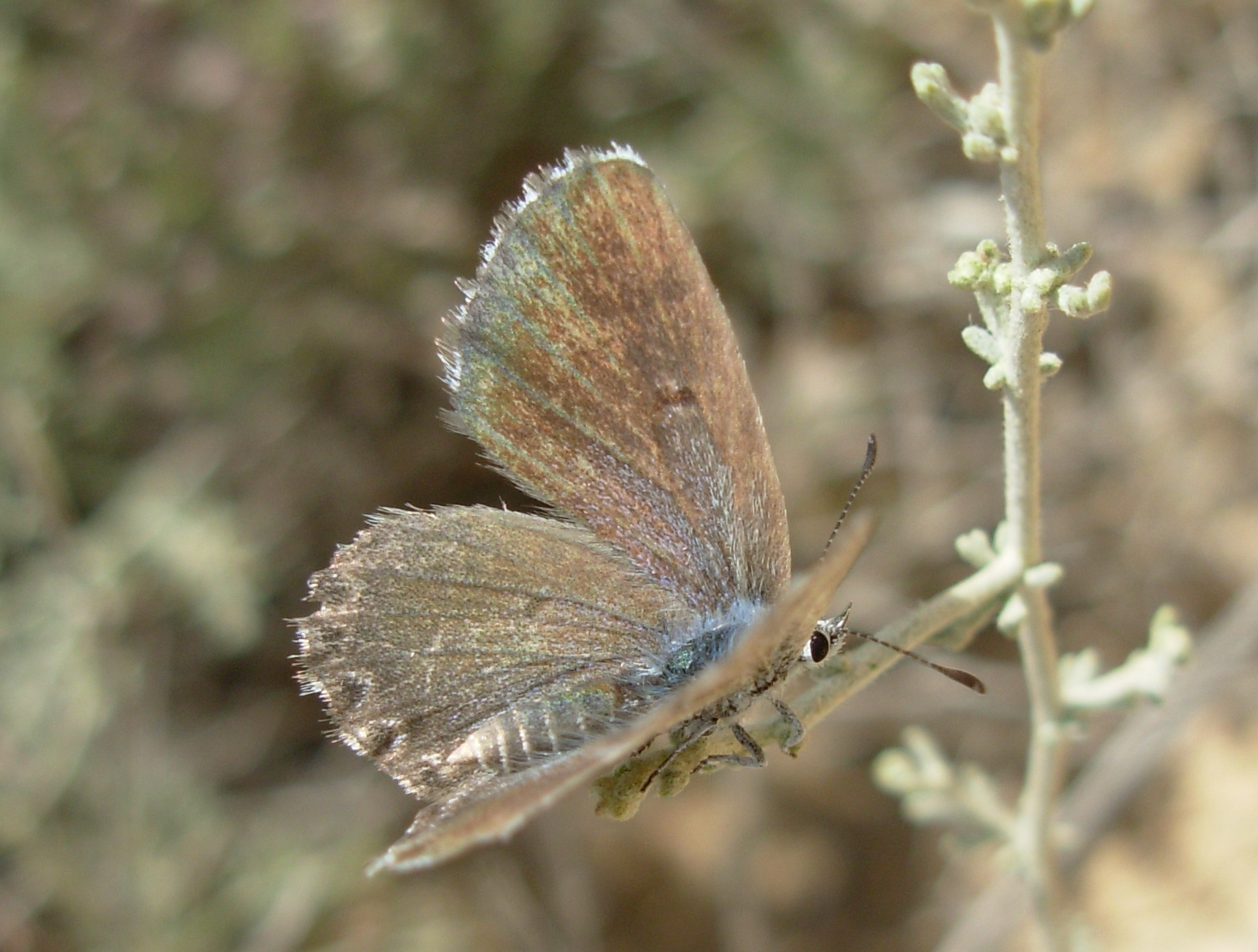
Pseudophilotes abencerragus
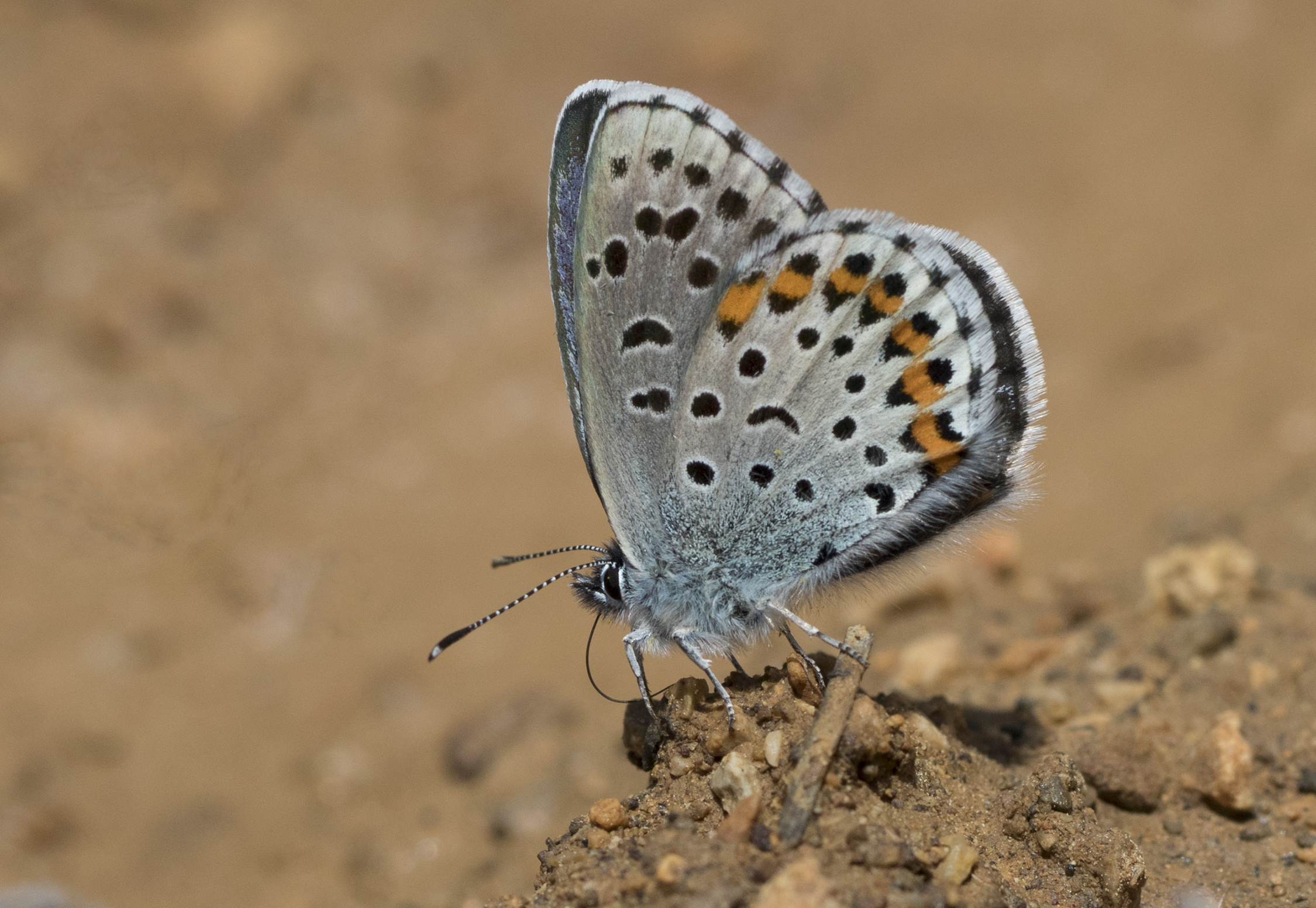
Pseudophilotes bavius